# Сподня Костривница
Сподня Костривница (на словенски: Spodnja Kostrivnica) е село в Словения, Савински регион, община Рогашка Слатина. Според Националната статистическа служба на Република Словения през 2002 г. селото има 120 жители.